# Les Bréviaires
Les Bréviaires és un municipi francès, situat al departament d'Yvelines i a la regió de Illa de França. L'any 2007 tenia 1.021 habitants.
Forma part del cantó de Rambouillet, del districte de Rambouillet i de la Comunitat d'aglomeració Rambouillet Territoires.

## Demografia

### Població
El 2007 la població de fet de Les Bréviaires era de 1.021 persones. Hi havia 376 famílies, de les quals 80 eren unipersonals (47 homes vivint sols i 33 dones vivint soles), 116 parelles sense fills, 163 parelles amb fills i 17 famílies monoparentals amb fills.
La població ha evolucionat segons el següent gràfic:
Habitants censats

### Habitatges
El 2007 hi havia 420 habitatges, 383 eren l'habitatge principal de la família, 15 eren segones residències i 21 estaven desocupats. 325 eren cases i 42 eren apartaments. Dels 383 habitatges principals, 285 estaven ocupats pels seus propietaris, 71 estaven llogats i ocupats pels llogaters i 27 estaven cedits a títol gratuït; 13 tenien una cambra, 35 en tenien dues, 55 en tenien tres, 63 en tenien quatre i 217 en tenien cinc o més. 338 habitatges disposaven pel capbaix d'una plaça de pàrquing. A 151 habitatges hi havia un automòbil i a 220 n'hi havia dos o més.

### Piràmide de població
La piràmide de població per edats i sexe el 2009 era:
| Homes | Edats   | Dones |
| ----- | ------- | ----- |
| 0     | 95 o +  | 0     |
| 0     | 90 a 94 | 0     |
| 4     | 85 a 89 | 4     |
| 4     | 80 a 84 | 4     |
| 12    | 75 a 79 | 8     |
| 8     | 70 a 74 | 8     |
| 12    | 65 a 69 | 24    |
| 16    | 60 a 64 | 16    |
| 36    | 55 a 59 | 32    |
| 40    | 50 a 54 | 16    |
| 56    | 45 a 49 | 48    |
| 64    | 40 a 44 | 80    |
| 44    | 35 a 39 | 40    |
| 32    | 30 a 34 | 20    |
| 20    | 25 a 29 | 32    |
| 44    | 20 a 24 | 60    |
| 32    | 15 a 19 | 36    |
| 44    | 10 a 14 | 32    |
| 32    | 5 a 9   | 24    |
| 24    | 0 a 4   | 16    |

## Economia
El 2007 la població en edat de treballar era de 691 persones, 523 eren actives i 168 eren inactives. De les 523 persones actives 499 estaven ocupades (266 homes i 233 dones) i 24 estaven aturades (13 homes i 11 dones). De les 168 persones inactives 63 estaven jubilades, 57 estaven estudiant i 48 estaven classificades com a «altres inactius».

### Ingressos
El 2009 a Les Bréviaires hi havia 391 unitats fiscals que integraven 1.114,5 persones, la mediana anual d'ingressos fiscals per persona era de 29.169 €.

### Activitats econòmiques
Dels 54 establiments que hi havia el 2007, 1 era d'una empresa extractiva, 6 d'empreses de construcció, 12 d'empreses de comerç i reparació d'automòbils, 2 d'empreses de transport, 2 d'empreses d'hostatgeria i restauració, 2 d'empreses d'informació i comunicació, 1 d'una empresa financera, 8 d'empreses immobiliàries, 12 d'empreses de serveis, 5 d'entitats de l'administració pública i 3 d'empreses classificades com a «altres activitats de serveis».
Dels 11 establiments de servei als particulars que hi havia el 2009, 2 eren paletes, 1 fusteria, 3 veterinaris, 2 restaurants i 3 agències immobiliàries.
Dels 4 establiments comercials que hi havia el 2009, 1 era una peixateria, 1 una llibreria i 2 floristeries.
L'any 2000 a Les Bréviaires hi havia 11 explotacions agrícoles que ocupaven un total de 642 hectàrees.

## Equipaments sanitaris i escolars
El 2009 hi havia 1 escola maternal i 1 escola elemental.

## Poblacions més properes
El següent diagrama mostra les poblacions més properes.